# Superboy (Kon-El)
Superboy (còn được gọi là Kon-El hay Conner Kent) là một siêu anh hùng hư cấu xuất hiện trong truyện tranh Mỹ do DC Comics xuất bản. Nhân vật do Karl Kesel và Tom Grummett tạo ra, là biến thể hiện đại của Superboy phiên bản gốc. Superboy lần đầu tiên xuất hiện vào tháng 6 năm 1993 dưới tên Superboy trong Cuộc phiêu lưu của Siêu nhân #500.